# Cadena Walvis
La cadena Walvis és una dorsal oceànica situada al sud de l'oceà Atlàntic, amb una extensió de milers de quilòmetres costa enllà del sud-oest d'Àfrica. Tant aquesta com la cadena Rio Grande s'originaren arran de fenòmens volcànics. Es creu que la secció est de la cadena fou creada en el Cretaci Mitjà, entre 120 a 80 milions d'anys enrere. El mont marí Ewing és part d'aquesta cadena.
La cadena Walvis es divideix en tres seccions o trams principals:
- Un primer segment de 600 km de llarg que s'estén des d'Àfrica fins a una longitud aproximadament 6°E i que varia en la seva amplada entre 90 i 200 km.
- Un segon tram, de 500 km de llargària que s'estén de nord a sud i que és més estret que el primer tram.
- Un tercer tram, més discontinu, amb turons i muntanyes submarines que connecta la cresta de la cadena Walvis amb la dorsal de l'Atlàntic Mitjà.[3]

## Refereències
1. ↑  National Geographic Atlas of the World: Revised Sixth Edition, National Geographic Society, 1992
2. ↑  «Middle Cretaceous sediments from the eastern part of Walvis Ridge».  Nature. [Consulta: 12 març 2009].
3. ↑  Goslin, J.; Mascle, J.; Sibuet, J.; J.C. Sibuet; Hoskins, H.. . 85. 619-. 10.1130/0016-7606(1974)85<619:GSOTEW>2.0.CO;2. «Geophysical Study of the Easternmost Walvis Ridge, South Atlantic: Morphology and Shallow Structure». Geological Society of America Bulletin, 85. 619, 1974, pàg. 469. DOI: 10.1130/0016-7606(1974)85%3C619:GSOTEW%3E2.0.CO;2.